# Le Sabord
Cet article possède un paronyme, voir Sabord (homonymie).
Le Sabord est une revue de création littéraire et visuelle éditée depuis 1983 à Trois-Rivières (Québec). Elle publie, trois fois par année, des numéros thématiques réunissant des œuvres par des artistes actuel·les et des auteur·rices francophones de partout dans le monde.

## Historique
Fondée en 1983 par Guy Marchamps et Jean Laprise, la publication a pour but, à l'époque, de rendre compte de l'effervescence culturelle de Trois-Rivières, autrement peu discutée au sein des médias existants. À l'origine, la revue présente les arts de la région de la Mauricie, toutes disciplines confondues. L'arrivée de Denis Charland à sa direction au tournant des années 1990 amène Le Sabord à étendre sa couverture et sa distribution à l'international. Ce changement de cap assure un plus grand lectorat, en plus de faciliter l'obtention de subventions permettant de financer la production de la revue.
En 1997, la direction de la revue fonde les Éditions d'art Le Sabord, maison d'édition publiant des ouvrages de poésie, d'arts visuels ou hybrides entre ces disciplines. Les éditions et la revue sont, en 1999, récipiendaires du Prix Trois-Rivières sans frontière, décerné par la ville de Trois-Rivières, pour leur rayonnement au-delà des limites de la Mauricie.
En 2014, Denis Charland laisse sa place de directeur littéraire à Pierre Lavigne, tout en conservant son poste de directeur artistique. Ces rôles sont, entre 2021 et 2023, occupés respectivement par Karine Bouchard et Ariane Gélinas.
En 2021, la revue publie le premier épisode du balado Les écoutilles, dans lequel discutent créateurs littéraires et visuels, afin de faire ressortir les relations possibles entre ces deux médiums. En 2022, la revue remet le premier Prix Louise Paillé en art visuels à l'artiste Alice Zerini-Le Reste, en partenariat avec l'Atelier Silex, visant à mettre en valeur le travail d'un artiste de la relève,,. C'est également à ce moment que la publication est finaliste pour le Prix d'excellence de la Société de développement des périodiques culturels québécois (SODEP) de revue de l'année présenté par Copibec, qu'elle remporte au mois de juin 2023,. Depuis le mois de novembre 2023, Anne-Marie Duquette assure les fonctions de directrice littéraire à la revue, tandis que Karine Bouchard poursuit ses fonctions de directrice générale et artistique.

## Ligne éditoriale
Le Sabord est la seule publication canadienne qui présente à la fois du contenu en création visuelle et littéraire. Présentant des œuvres originales de créateur·ices aguerri·es ou de la relève, la revue propose également des critiques et des entretiens. Elle propose trois numéros par an, chacun d'entre eux se développant autour d'une thématique.

## Prix et honneurs
- 2023 : Revue de l'année aux Prix d'excellence de la SODEP[12].
- 1999 : Prix Trois-Rivières sans frontière[4].